# Berkeley Challenger 1985
Il Berkeley Challenger 1985 è stato un torneo di tennis facente parte della categoria ATP Challenger Series nell'ambito dell'ATP Challenger Series 1985. Il torneo si è giocato a Berkeley negli Stati Uniti dal 29 aprile al 5 maggio 1985 su campi in cemento.

## Vincitori

### Singolare
Eddie Edwards ha battuto in finale  Todd Witsken con il punteggio di 6–3, 6–4

### Doppio
Glenn Layendecker /  Glenn Michibata hanno battuto in finale  Matt Doyle /  John Mattke con il punteggio di 6–4, 6–7, 7–5